# Scurrula turbinata
Scurrula turbinata är en tvåhjärtbladig växtart som beskrevs av George Don jr. Scurrula turbinata ingår i släktet Scurrula och familjen Loranthaceae. Inga underarter finns listade i Catalogue of Life.